# La Roë
La Roë település Franciaországban, Mayenne megyében. Lakosainak száma 250 fő (2022. január 1.). La Roë Ballots, Fontaine-Couverte és Saint-Michel-de-la-Roë községekkel határos.

## Népesség
A település népességének változása:
| Lakosok száma | 396  | 265  | 260  | 243  | 244  | 242  | 245  | 248  | 251  | 250  |
|               | 1968 | 1982 | 1990 | 2006 | 2013 | 2015 | 2017 | 2019 | 2020 | 2022 |